# Crassula tetragona
Crassula tetragona är en fetbladsväxtart. Crassula tetragona ingår i släktet krassulor, och familjen fetbladsväxter.

## Underarter
Arten delas in i följande underarter:
- C. t. acutifolia
- C. t. connivens
- C. t. lignescens
- C. t. robusta
- C. t. rudis
- C. t. tetragona

## Bildgalleri

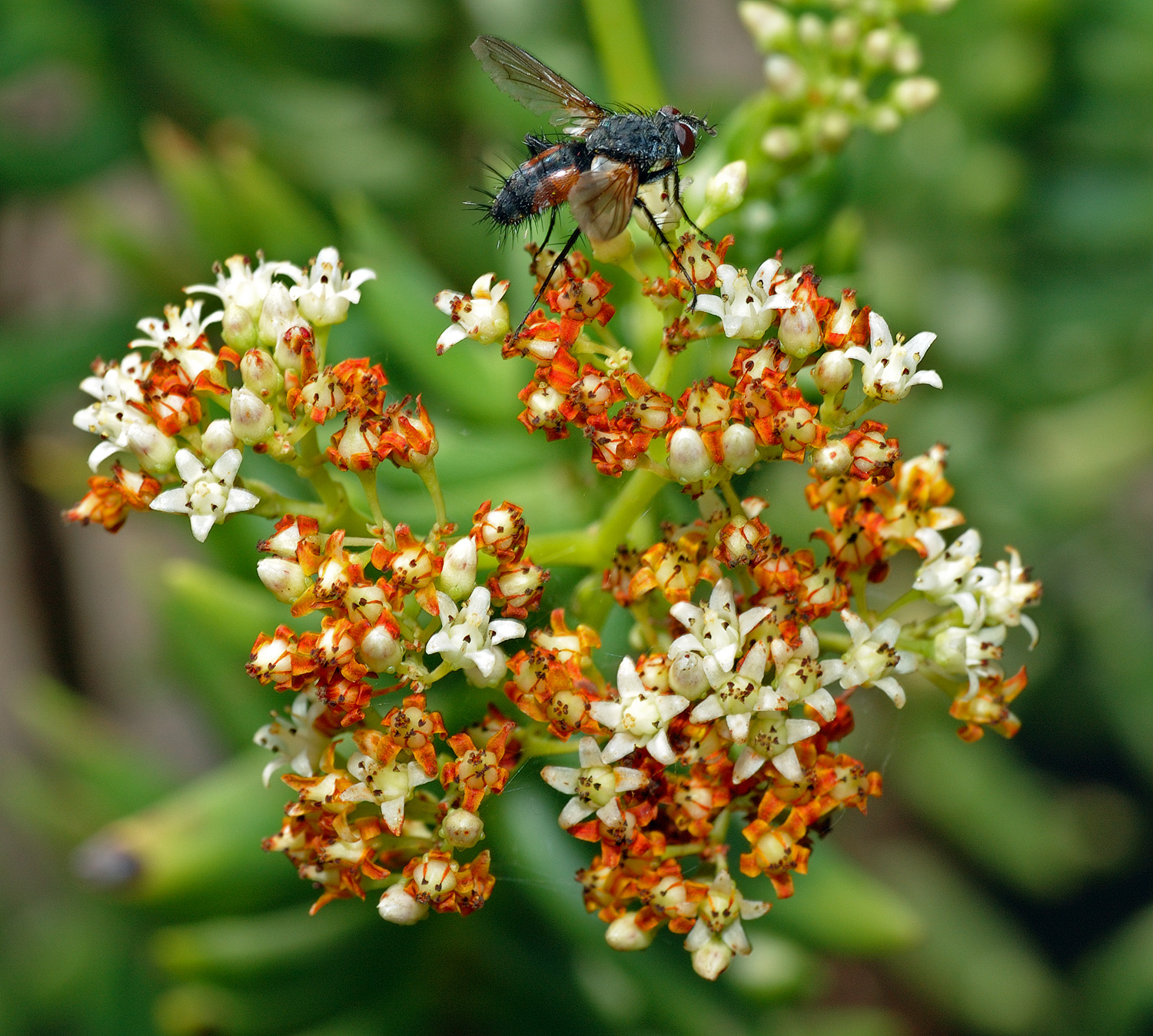
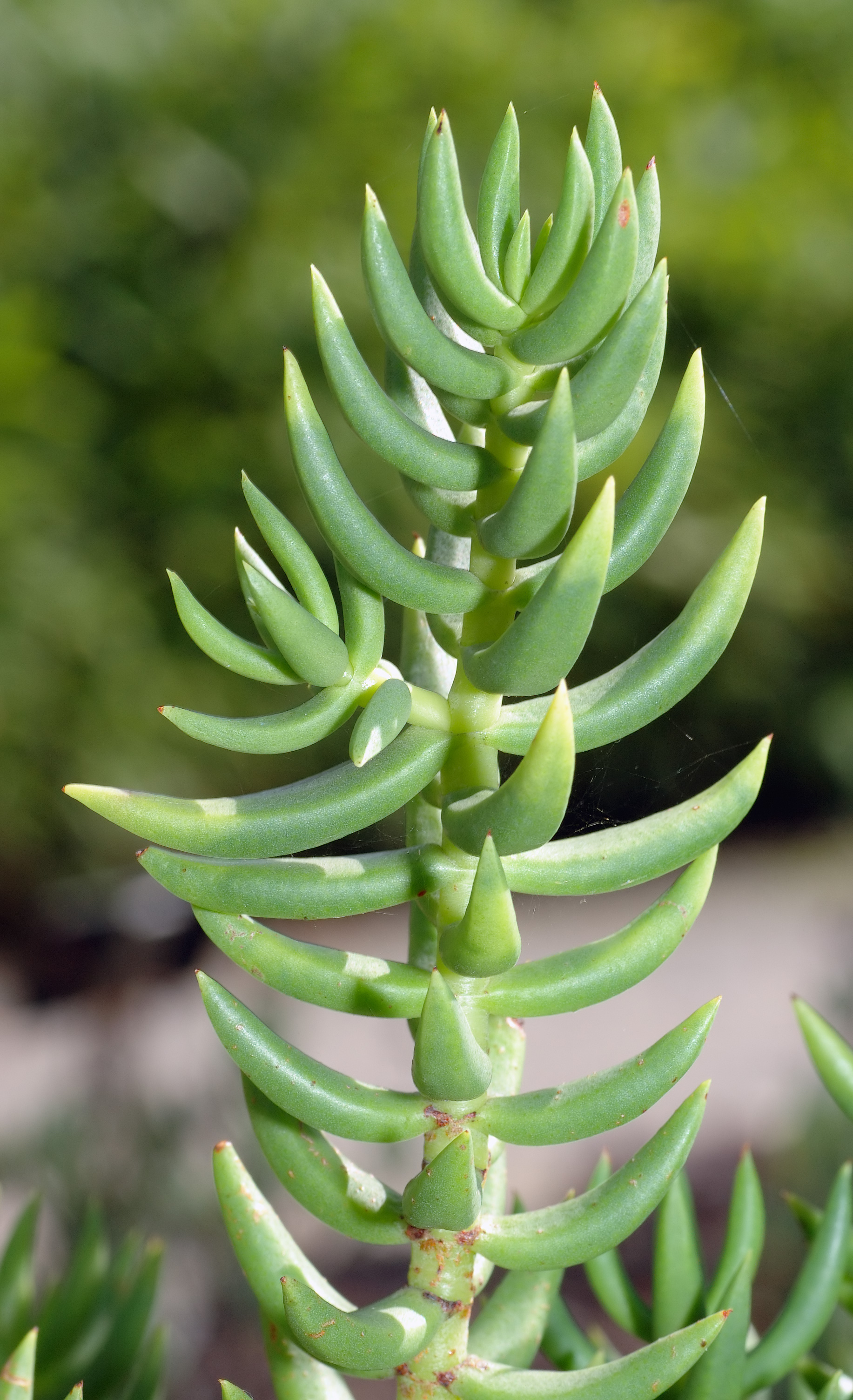
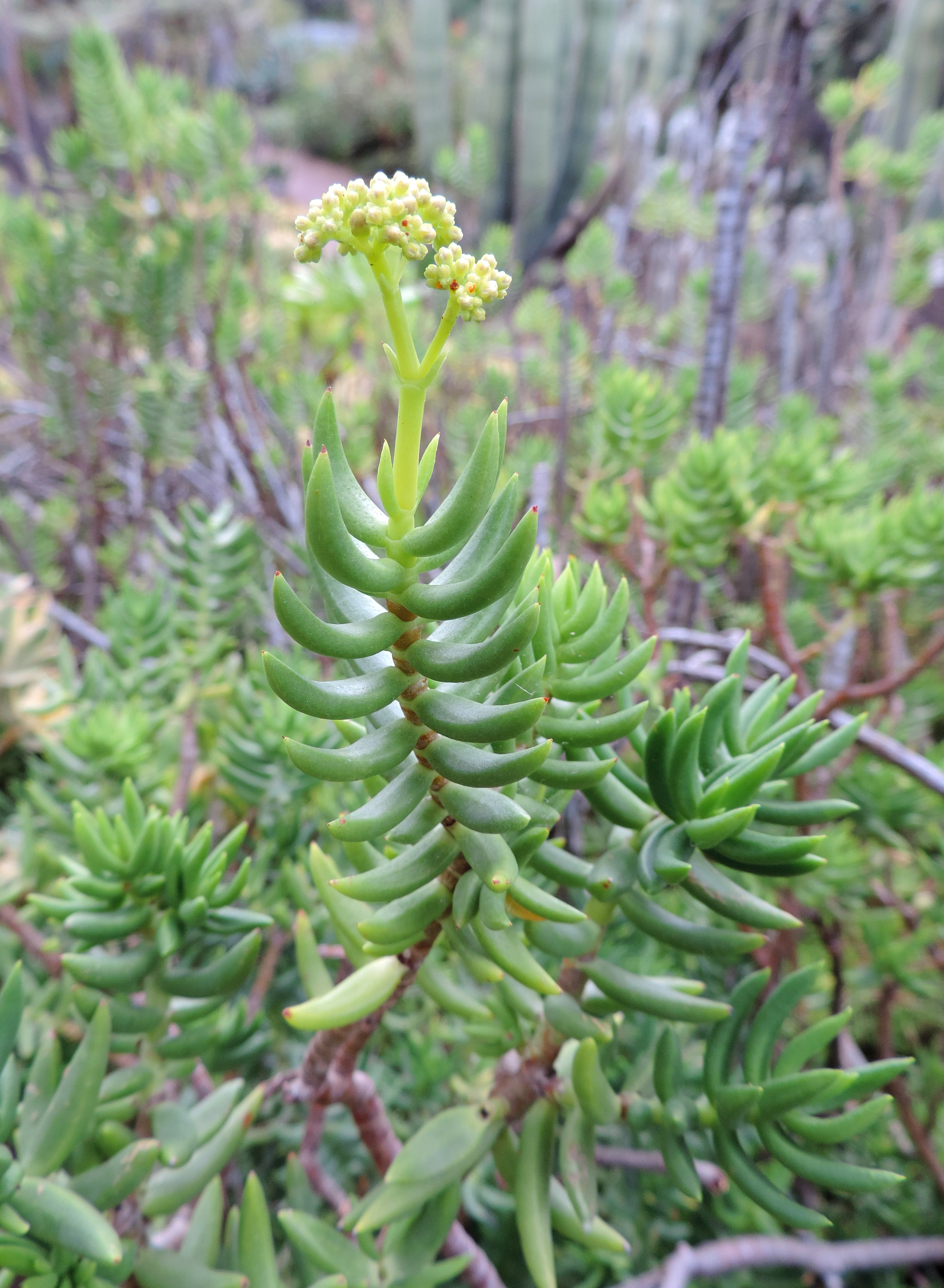
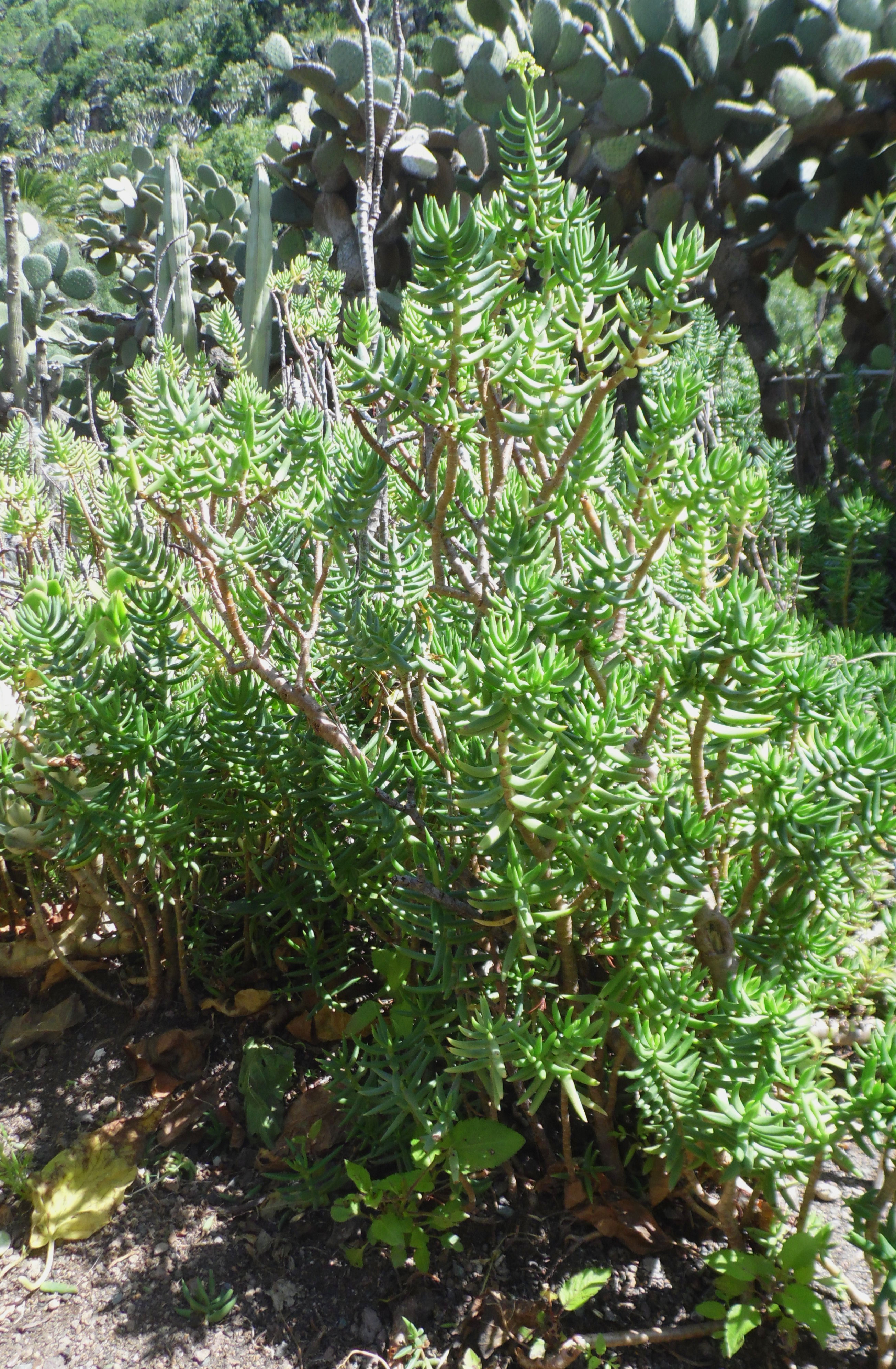
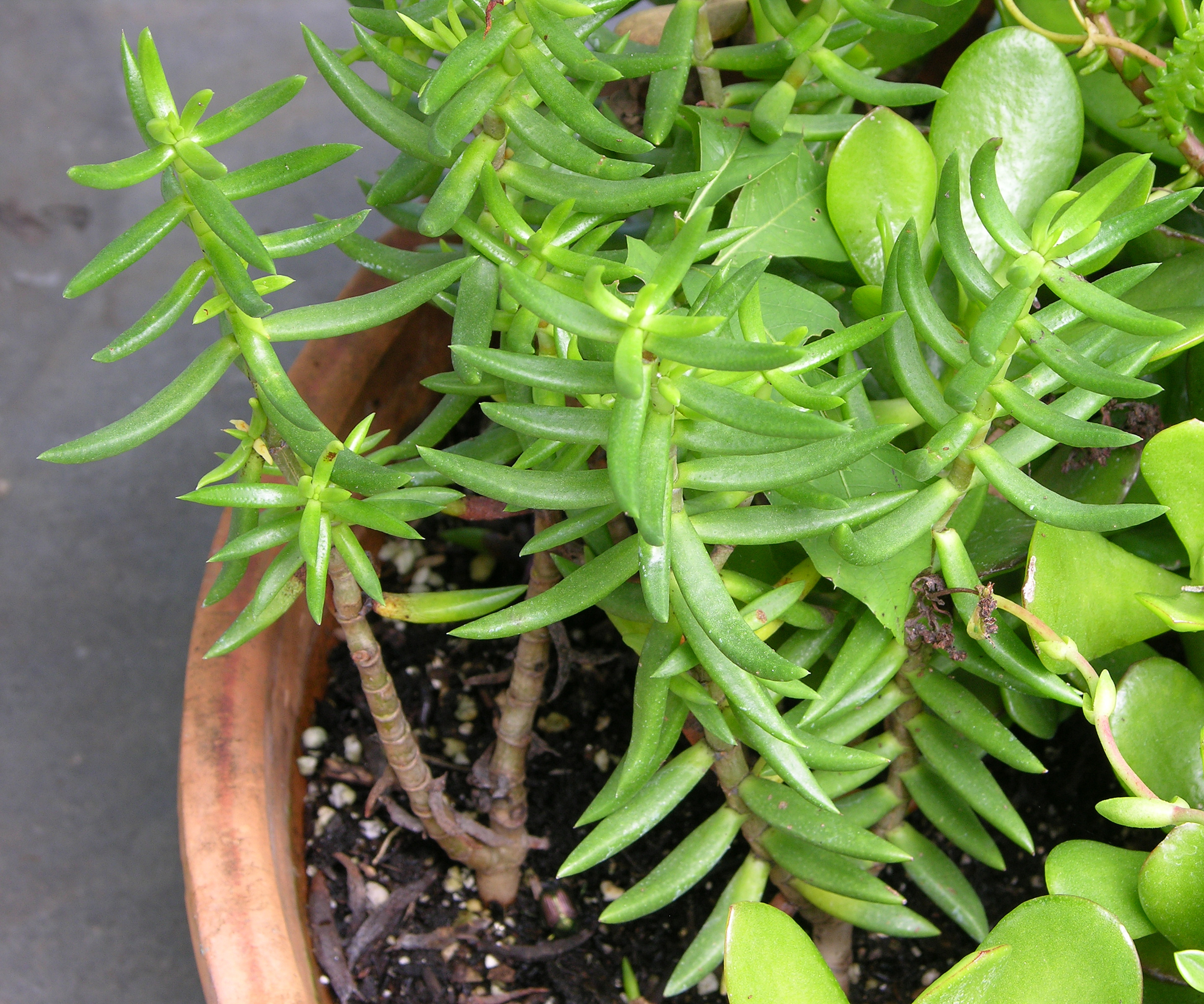